# 莎伦·威克曼
莎伦·威克曼（英語：Sharon Wichman，1952年5月13日—），美国女子游泳运动员。她曾代表美国参加1968年夏季奥林匹克运动会游泳比赛，获得一枚金牌和一枚铜牌。